# Daniel Stuyvenberg
Daniel Willem Stuyvenberg SM (ur. 14 kwietnia 1909 w Utrechcie, zm. 17 października 1989) – holenderski duchowny rzymskokatolicki, marista, misjonarz, wikariusz apostolski Południowych Wysp Salomona i arcybiskup Honiary.

## Życiorys
Daniel Willem Stuyvenberg urodził się 14 kwietnia 1909 w Utrechcie w Holandii. 23 lutego 1936 otrzymał święcenia prezbiteriatu i został kapłanem Towarzystwa Maryi (marystów).
27 listopada 1958 papież Jan XXIII mianował go wikariuszem apostolskim Południowych Wysp Salomona oraz biskupem tytularnym Dionysiasu. 24 lutego 1959 przyjął sakrę biskupią z rąk delegata apostolskiego Australii, Nowej Zelandii i Oceanii abpa Romolo Carboniego. Współkonsekratorami byli wikariusz apostolski Fidżi Victor Frederick Foley SM oraz biskup Wollongongu Thomas Absolam McCabe.
Jako ojciec soborowy wziął udział w soborze watykańskim II. 15 listopada 1966 wikariat apostolski Południowych Wysp Salomona został podniesiony do rangi diecezji, której nadano nazwę diecezja Honiara. Bp Stuyvenberg został jej biskupem. 15 listopada 1978 diecezja Honiara została podniesiona do rangi arcybiskupstwa. Tym samym bp Stuyvenberg został arcybiskupem Honiary.
Po osiągnięciu wieku emerytalnego złożył rezygnację, którą papież przyjął 3 grudnia 1984. Zmarł 17 października 1989.